# 남산초등학교 장전분교
남산초등학교 장전분교는 대한민국 강원특별자치도 홍천군 홍천읍 장전평리 245-1에 있었던 공립 초등학교이다. 
1997년에 폐교 되었으며, 남산 국민학교에서 1996년에 남산초등학교로 변경되었다.  

## 연혁
- 1967. 3. 8 남산국민학교 장전분교장 개교
- 1996. 3. 1 남산초등학교 장전분교로 개칭
- 1997. 3. 1 남산초등학교 장전분교장 폐교